# Países Bajos en los Juegos Paralímpicos de Roma 1960
Los Países Bajos estuvieron representados en los Juegos Paralímpicos de Roma 1960 por un total de diecinueve deportistas, diecisiete hombres y dos mujeres.

## Medallistas
El equipo paralímpico neerlandés obtuvo las siguientes medallas:
| Nombre                                            | Deporte                       | Evento                                   |
| ------------------------------------------------- | ----------------------------- | ---------------------------------------- |
| Oro                                               |                               |                                          |
| Arriëns-Kappers                                   | Natación                      | 25 m braza completa clase 1 femenino     |
| Arriëns-Kappers                                   | Natación                      | 25 m crol completo clase 1 femenino      |
| Arriëns-Kappers                                   | Natación                      | 25 m espalda incompleta clase 1 femenino |
| Plata                                             |                               |                                          |
| D. Kruidenier                                     | Atletismo                     | Maza C masculino                         |
| D. Kruidenier Hogewoning Meinema Simons Van Ommen | Baloncesto en silla de ruedas | Torneo clase B masculino                 |
| E. Gaarlandt                                      | Natación                      | 50 m braza completa clase 3 femenino     |
| Equipo                                            | Natación                      | 3 × 50 m estilos clase abierta masculino |
| J. Jacobs Van Aart                                | Tenis de mesa                 | Dobles A masculino                       |
| Bronce                                            |                               |                                          |
| —                                                 |                               |                                          |